# Aerangis brachycarpa
Aerangis brachycarpa é uma espécie de orquídea monopodial epífita, família Orchidaceae, que habita da Eritrea, ao sul da África tropical. É a espécie-tipo do gênero Aerangis.